# 82
82 (LXXXII) a fost un an obișnuit al calendarului iulian.